# San Pedro de Copán
San Pedro de Copán – gmina (municipio) w zachodnim Hondurasie, w departamencie Copán. W 2010 roku zamieszkana była przez ok. 6,5 tys. mieszkańców. Siedzibą administracyjną jest miejscowość San Pedro de Copán.

## Położenie
Gmina położona jest we wschodniej części departamentu. Graniczy z 6 gminami:
- Cucuyagua i Talgua od północy,
- Las Flores od wschodu,
- Corquín i Gracias od południa,
- La Unión od zachodu.

## Miejscowości
Według Narodowego Instytutu Statystycznego Hondurasu na terenie gminy położone były następujące wsie:
- San Pedro
- Cartagua
- El Zapote
- Las Capucas
- San Francisco
- Yaunera

## Demografia
Według danych honduraskiego Narodowego Instytutu Statystycznego na rok 2010 struktura wiekowa i płciowa ludności w gminie przedstawiała się następująco:
| Wiek      | 0–3 | 4–6 | 7–12  | 13–17 | 18–24 | 25–64 | 65+ | razem |
| San Pedro | 666 | 565 | 1 087 | 772   | 849   | 2 250 | 292 | 6 482 |
| Mężczyźni | 333 | 273 | 536   | 396   | 425   | 1 101 | 138 | 3 204 |
| Kobiety   | 332 | 292 | 551   | 375   | 424   | 1 149 | 154 | 3 278 |